# Moreomaoto
Moreomaoto is een dorp in het district Central in Botswana. De plaats telt 518 inwoners (2011).